# Elaeocarpus candollei
Elaeocarpus candollei är en tvåhjärtbladig växtart som beskrevs av Adolph Daniel Edward Elmer. Elaeocarpus candollei ingår i släktet Elaeocarpus och familjen Elaeocarpaceae. Inga underarter finns listade i Catalogue of Life.